# Akamai Technologies

Akamai Technologies, Inc. — американська компанія, яка спеціалізується на наданні послуг cloud-сервісів. Штаб-квартира компанії знаходиться у місті Кембридж, штат Массачусетс. Akamai Technologies використовує велику кількість територіально розподілених серверів для більш швидкого доступу відвідувачів до контенту. Коли користувач переходить до URL клієнта компанії, браузер перенаправляється на одну з копій вебсайту, що знаходиться на найближчому до відвідувача сервері Akamai Technologies.
Протягом років клієнтами Akamai Technologies були такі відомі компанії та інтернет ресурси, як Apple, Facebook, Bing, Twitter і healthcare.gov.